# One Thing (Lola Young)
One Thing is een nummer van de Britse zangeres Lola Young uit 2025. Het is de eerste single van hun derde studioalbum I'm Only F**king Myself.
Waar Messy een rocknummer was dat ging over de complexe relatie met haar vader, slaat Young met 'One Thing' ze een hele andere weg in, zowel muzikaal als tekstueel. Het nummer kent een meer R&B-georiënteerd geluid, terwijl Young zingt dat ze in haar kracht wil staan en, in detail vertelt hoe ze iedereen kan en zal verleiden. Het nummer werd een kleine hit in het Verenigd Koninkrijk, met een 18e positie. In Nederland bereikte het nummer de eerste positie in de Tipparade, terwijl in de Vlaamse Ultratop 50 de 37e positie werd behaald.

## Tracklijst
- Muziekdownload

1. "One Thing" - 3:28